# Dalfazerbach
Der Dalfazer Bach ist ein ca. 3 km langer Wildbach in Tirol.
Er entsteht bei der Dalfazalm in einem Graben, speist im weiteren Verlauf den Dalfazer Wasserfall, fließt dann durch den Stadtteil Hinterberg von Maurach am Achensee, bevor er nach kurzem weiterem Lauf in den Achensee mündet.